# Gyrostemon prostratus
Gyrostemon prostratus är en tvåhjärtbladig växtart som beskrevs av Alexander Segger George. Gyrostemon prostratus ingår i släktet Gyrostemon och familjen Gyrostemonaceae. Inga underarter finns listade i Catalogue of Life.